# Chevrolet Chevy 500
Chevrolet Chevy 500 – samochód dostawczo-osobowy typu pickup klasy kompaktowej produkowany pod amerykańską marką Chevrolet w latach 1983 – 1995.

## Historia i opis modelu

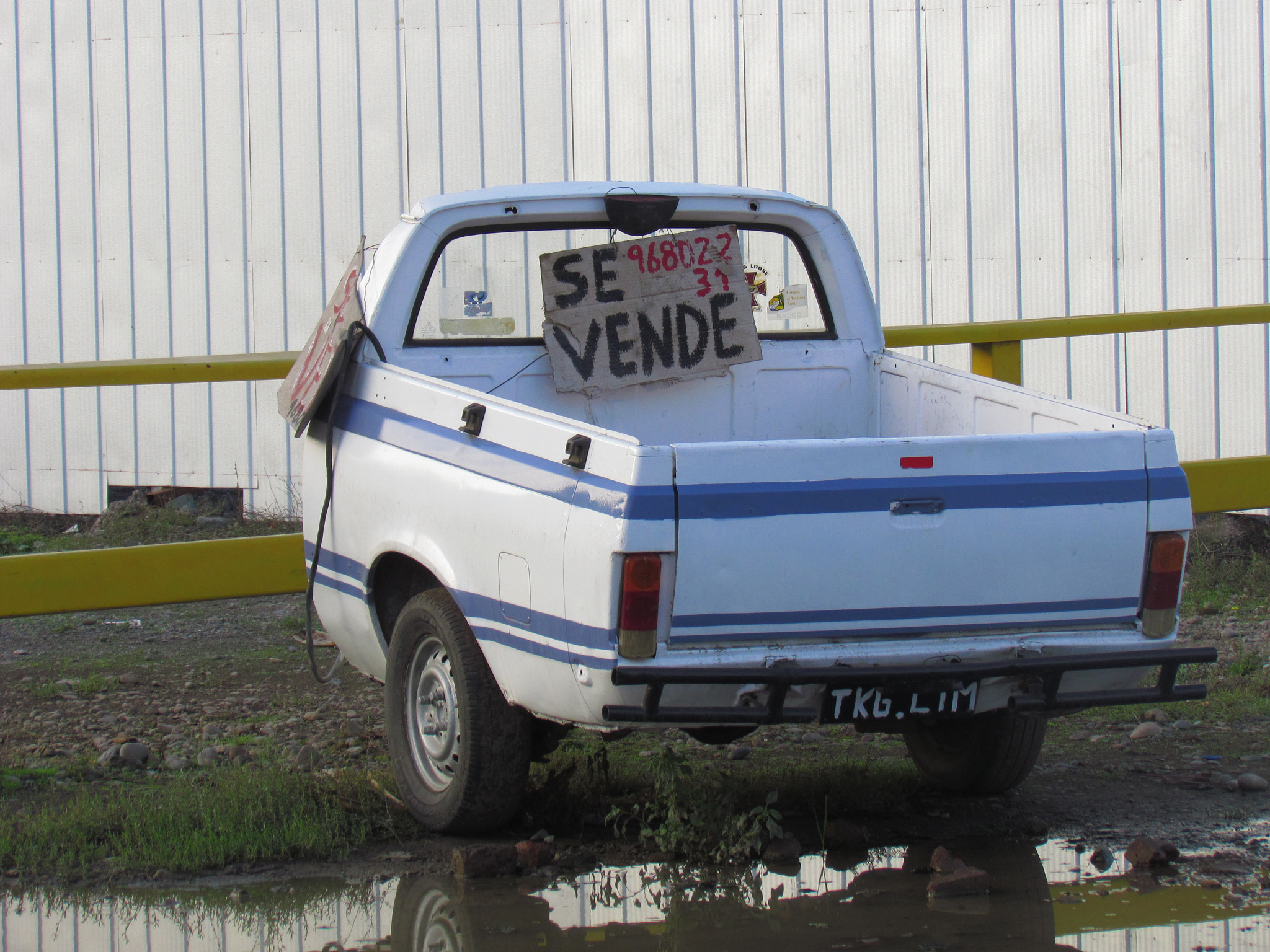
Chevrolet Chevy 500 - tył

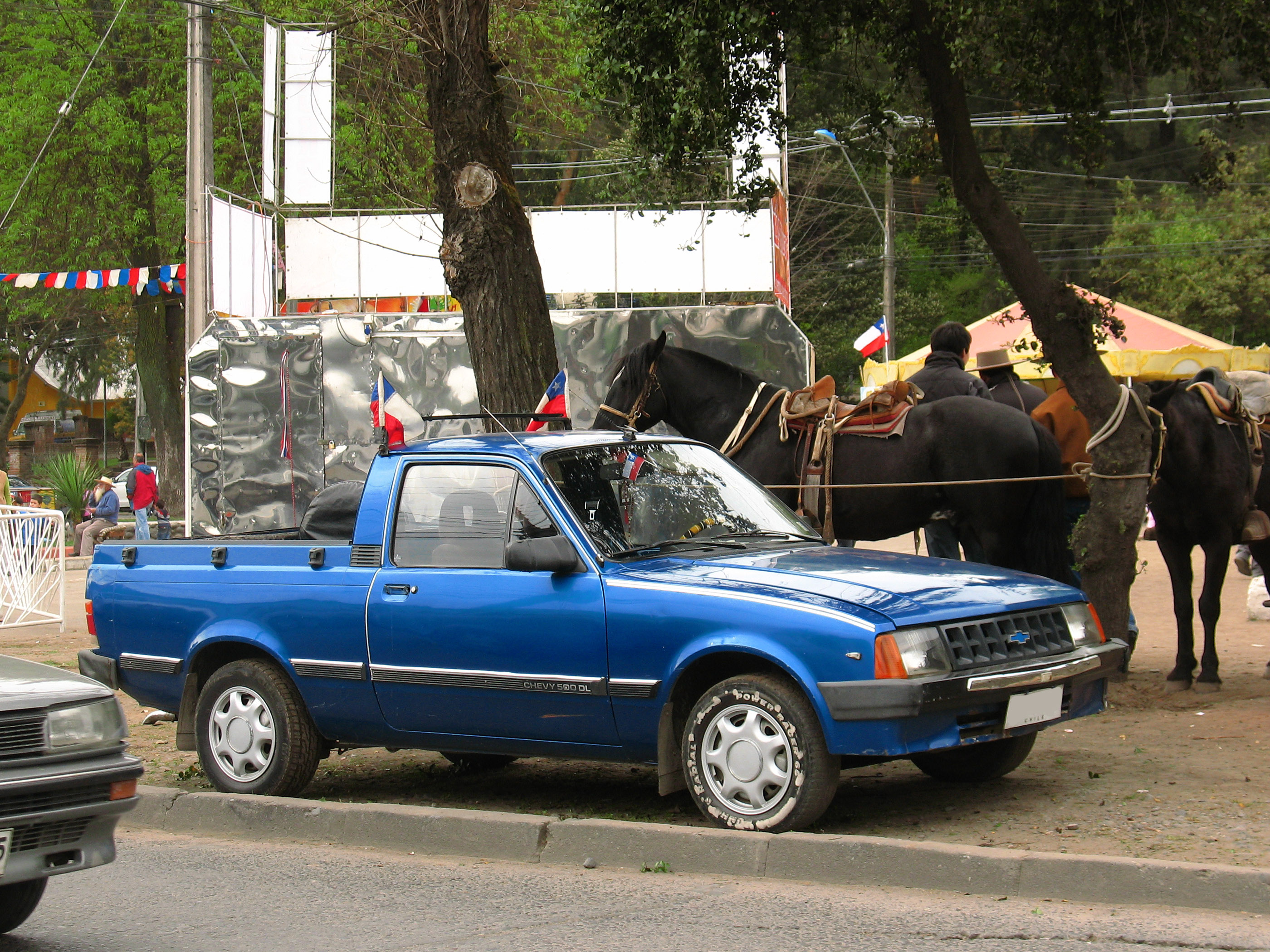
Chevrolet Chevy 500 DL

Wraz z dużą restylizacją osobowych modeli Chevette i Marajó, która przyniosła prostokątne reflektory i dużą plastikową atrapę chłodnicy, brazylijski oddział Chevroleta zdecydował się opracować na ich bazie lekkiego, dwumiejscowego pickupa jako odpowiedź na konkurencyjnego Forda Pampa i Volkswagena Saveiro.
Chevrolet Chevy 500 pozostał elementem południowoamerykańskiej oferty Chevroleta przez cały pozostały cykl produkcyjny Chevette, znikając z rynku rok po zakończeniu jego produkcji w 1995 roku. Następcą został zupełnie nowy model Corsa Pickup, oparty tym razem na bazie miejskiego modelu Corsa.

### Wersje wyposażeniowe
- SL
- E
- DL

### Silnik
- L4 1.6l